# Merlin Rose
Pour les articles homonymes, voir Rose.
Merlin Rose, né en janvier 1993, est un acteur allemand.

## Filmographie partielle

### Au cinéma
- 2013 : Feuchtgebiete de David Wnendt : Un garçon
- 2014 : Doktorspiele de Marco Petry : Andi
- 2015 : Le Temps des rêves d'Andreas Dresen : Daniel
- 2016 : Frantz de François Ozon : le jeune homme ivre

### À la télévision
- 2011 : Vater Mutter Mörder de Niki Stein (téléfilm) : Lukas Wesnik
- 2013 : Frühlingskinder de Michael Karen (téléfilm) : Tommy Böhm
- 2021 : La Montagne aux secrets de Markus Coller et Lennart Ruff : Ron. Série fiction de 8 épisodes.

2022 : L'Impératrice de Katharina Eyssen et Lena Stahl : Egon
- 2023 : La Saison du Verseau (série télévisée) : Felix

## Distinctions
- Le Günter-Strack-Fernsehpreis (de) en 2016[1].